# Sankt Peter ob Judenburg
Sankt Peter ob Judenburg è un comune austriaco di 1 074 abitanti nel distretto di Murtal, in Stiria.